# Aa fiebrigii
Aa fiebrigii é uma espécie de orquídea do gênero Aa . É encontrado na Bolívia e noroeste da Argentina.